# Кюстнер, Оттон Эрнст
Оттон Эрнст Кюстнер (Kuestner; 26 августа 1849, Троссин — 12 мая 1931, там же) — немецкий акушер.

## Биография
Сын владельца дворянского имения Кюстнера. Первоначальное образование получил в начальной школе на своей родине; потом продолжал его дома с учителями. Учился в гимназии в Торгау (1860—1868). Изучал медицину в Лейпциге (1868—1869) и Берлине (1869/1870 акад. год). В начале франко-прусской войны Кюстнер поступил в гвардейский стрелковый полк и участвовал в походе против Франции. Возвратившись через год, продолжил занятия медициной, сначала в Берлинском университете, а затем в университете Галле, где в 1873 сдал экзамены на степень доктора медицины. Некоторое время занимался в Вене и осенью 1873 года был назначен ассистентом при клинике внутренних болезней Теодора Вебера в Галле, а весной 1874 года стал ассистентом известного акушера Р. Ольсгаузена.
В 1877 году получил учёную степень хабилитированного доктора акушерства и гинекологии; работал в Йене ассистентом в клинике Б. С. Шультца и 1879 году получил должность экстраординарного профессора Йенского университета. В 1884 году открыл собственную гинекологическую частную клинику. 
В 1888 году Кюстнер занял на должность ординарного профессора и директора университетской женской клиники в Дерптском университете; в 1893 году перешёл  в университет Бреславля. В 1914/1915 учебном году Кюстнер был ректором университета. В 1923 году вышел в отставку. В 1926 году стал членом академии Леопольдина; с 1928 года — её почётный член.
Кюстнер написал более 600 эссе, монографий и книг по акушерству, кесаревому сечению и др. Некоторые хирургические процедуры были названы его именем. Был награждён орденом Красного орла, орденом Св. Станислава 2-й степени и орденом Короны 2-го класса.
С 1890 года он был женат на Харриет Бут (Harriet Booth; † 1918). У них родились четыре сына.